# Marina Hands
Marina Hands (10 de enero de 1975) es una actriz de teatro y cine francesa. Fue galardonada con el Premio César a la mejor actriz por la película El amante de Lady Chatterley de Pascale Ferran.

## Biografía
Andrea Hands, alias Marina, es hija de la actriz francesa Ludmila Mikaël y del director británico Terry Hands, quien fue, en algún momento, jefe de la prestigiosa Royal Shakespeare Company.
Se dedicó a la comedia e ingresó en el "Cours Florent" en 1995, antes de continuar su formación en el Conservatorio Nacional de Arte Dramático y luego en la Academia de Música y Arte Dramático de Londres.

## Trayectoria
En 1999, debutó en el teatro con Le Bel Air de Londres de Dion Boucicault, y fue nominada al Premio Molière. Su primera película fue La Fidélité (2000), de Andrzej Żuławski, a la que siguió Las invasiones bárbaras (2003). Después apareció en Les Âmes grises (2005), por la que fue nominada al Premio César a la Actriz Más Prometedora, y en Ne le dis à personne (2006).
Su interpretación más destacada hasta la fecha fue en el papel protagonista de Lady Chatterley (2006), una adaptación de John Thomas y Lady Jane de D. H. Lawrence. Hands ganó el Premio César 2007 a la Mejor Actriz  por su interpretación.
En 2006, Hands se convirtió en miembro de la compañía de la Comédie-Française. En 2008, fue nominada de nuevo al Premio Molière por su interpretación en Partage de midi.
En 2011, protagonizó la película de Claude Miller Voyez comme ils dansent. En 2011, también apareció en el clip de L'été summer, una canción tomada del álbum Bichon de Julien Doré, con quien tuvo una relación hasta 2012.
En enero de 2012, fue nombrada oficial de la Orden de Artes y Letras.
En 2014, Marina se convirtió en embajadora de la asociación JustWorld International.
En 2019, interpretó a Elvira en la serie de televisión Mythomaniac.
En noviembre de 2019, Marina Hands vuelve a ser residente de la Comédie-Française.

## Filmografía

### Cine
- 1999 : La Fidélité de Andrzej Żuławski : Julia
- 2002 : Sur le bout des doigts de Yves Angelo : Juliette
- 2003 : Las invasiones bárbaras de Denys Arcand : Gaëlle
- 2004 : Le Temps d'un regard de Ilan Flammer : Natalya
- 2005 : Les Âmes grises de Yves Angelo : Lysia Verhareine
- 2006 : Ne le dis à personne de Guillaume Canet : Anne Beck
- 2006 : Lady Chatterley de Pascale Ferran : Constance Chatterley
- 2015 : Chic ! de Jérôme Cornuau : Hélène Birk
- 2018 : Guy (película) de Alex Lutz : cantante
- 2020 : Hommes au bord de la crise de nerfs de Audrey Dana
- 2020 : El triunfo de Emmanuel Courcol

### Cortometrajes
- 1996 : Sans regrets de Guillaume Canet
- 2003 : À la fenêtre de Marianne Østengen : chica
- 2004 : Mon homme de Stéphanie Tchou-Cotta : Marie

### Televisión
- 2001 : Un Pique-nique chez Osiris : Héloïse Ancelin
- 2012 : Pour Djamila : Gisèle Halimi
- 2017 : Taboo : Comtesse Musgrove
- 2019 : Zone Blanche : Delphine Garnier
- 2019 : Capitaine Marleau : Lucie Pavilla
- 2019 : Mytho : Elvira Lambert

### Videoclip
- 2011 : L'été summer de Julien Doré